# مقدم برامج
مقدم البرامج أو مقدمة برامج (بالإنجليزية: Television Presenter)‏ هو الشخص الذي يقدم أو يستضيف البرامج التلفزيونية.
في الوقت الحاضر، من الشائع للمشاهير في مجالات أخرى أن يكونوا مقدمين برامج، ولكن بعض المشاهير جعلوا أسمهم فقط في مجال التقديم، لاسيما ضمن مسلسلات الأطفال التلفزيونية، ليصبحوا شخصيات تلفزيونية مشهورة.

## الأدوار
بعض مقدمي البرامج يمكن أن يكونوا ممثلين أو عارضين أو مغنيين أو كوميديين وما إلى ذلك، وقد يكونوا خبراء مختصين، مثل العلماء أو السياسيين، الذين يعملون كمقدمين لبرنامج حول مجال خبرتهم (على سبيل المثال، ديفيد أتينبارا). و بعضهم مشاهير جعلوا إسمهم في مجال واحد، ثم أستفادوا من شهرة للانخراط في مجالات أخرى.

## في الولايات المتحدة
في الولايات المتحدة الأمريكية، عادة ما يسمى هذا الشخص بالمضيف (بالإنجليزية: Host)‏، كما هو الحال في مضيف البرامج الحوارية أو رئيس تشريفات.
وفي سياق البرامج الإخبارية التلفزيونية، يسمى هذا الشخص بأسم مذيع.